# Eupithecia subalba
Eupithecia subalba là một loài bướm đêm trong họ Geometridae.